# Ґорень-Новий
Ґорень-Новий (пол. Goreń Nowy) — село в Польщі, у гміні Барухово Влоцлавського повіту Куявсько-Поморського воєводства.
Населення — 62 особи (2011).
У 1975-1998 роках село належало до Влоцлавського воєводства.

## Демографія
Демографічна структура станом на 31 березня 2011 року:
|          | Загалом | Допрацездатний вік | Працездатний вік | Постпрацездатний вік |
| -------- | ------- | ------------------ | ---------------- | -------------------- |
| Чоловіки | 37      | 6                  | 23               | 8                    |
| Жінки    | 25      | 2                  | 15               | 8                    |
| Разом    | 62      | 8                  | 38               | 16                   |